# Xã Garnavillo, Quận Clayton, Iowa
Xã Garnavillo (tiếng Anh: Garnavillo Township) là một xã thuộc quận Clayton, tiểu bang Iowa, Hoa Kỳ. Năm 2010, dân số của xã này là 1.012 người.